# Майслер, Франк
Франк Майслер (нем. Frank Meisler; 1929 год, Данциг, Польша — 24 марта 2018 года, Израиль) — израильский скульптор. Автор памятника Сталину, Рузвельту и Черчиллю в Сочи, а также серии посвящённых программе «Киндертранспорт» скульптурных композиций.

## Биография

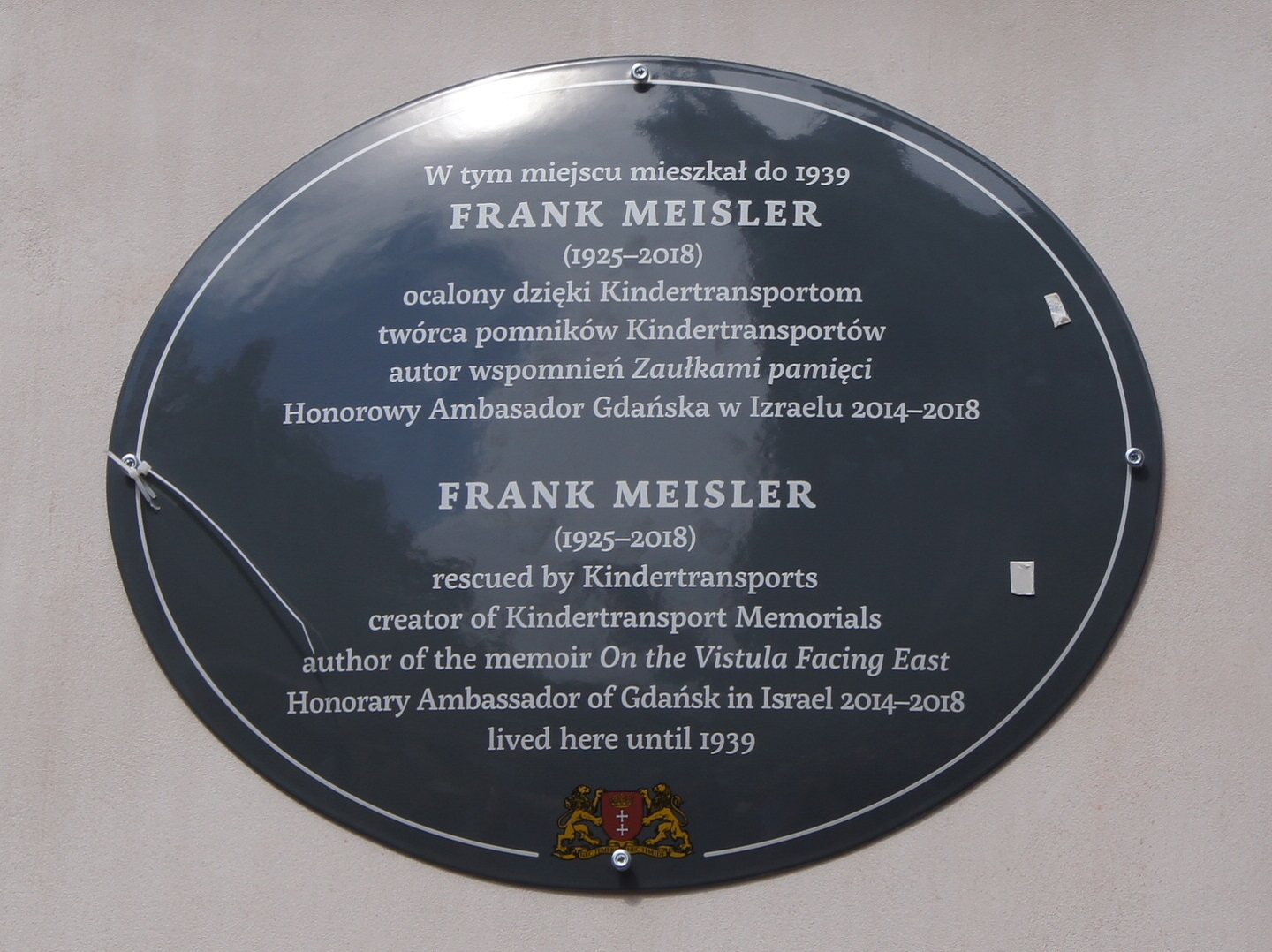
Памятная доска на доме, где Майслер жил в Гданьске

В августе 1939 года был перевезён в Англию по программе «Киндертранспорт». Через три дня после его отъезда, родители были депортированы в гетто Варшавы и позже погибли в Освенциме. Учился в Англии, получил степень по архитектуре в Манчестерском университете. В 1960 году поселился в Израиле. Жил и работал в старом городе Яффы, где находится галерея его работ.
Майслер скончался в субботу, 24 марта 2018 года в Израиле. Похоронен на кладбище Гиват-Бренер.

## Награды и признание
Чешская академия искусств наградила Майслера «Золотой медалью Франца Кафки» в 1999 году. Его удостоили звания почётного академика Российская академия художеств и Украинская академия искусств в 2002 году. Он был награждён Орденом «За заслуги перед Федеративной Республикой Германия» (Verdienstkreuz 1. Klasse) в 2012 году, за укрепление германо-еврейских и германо-израильских отношений.

## Галерея

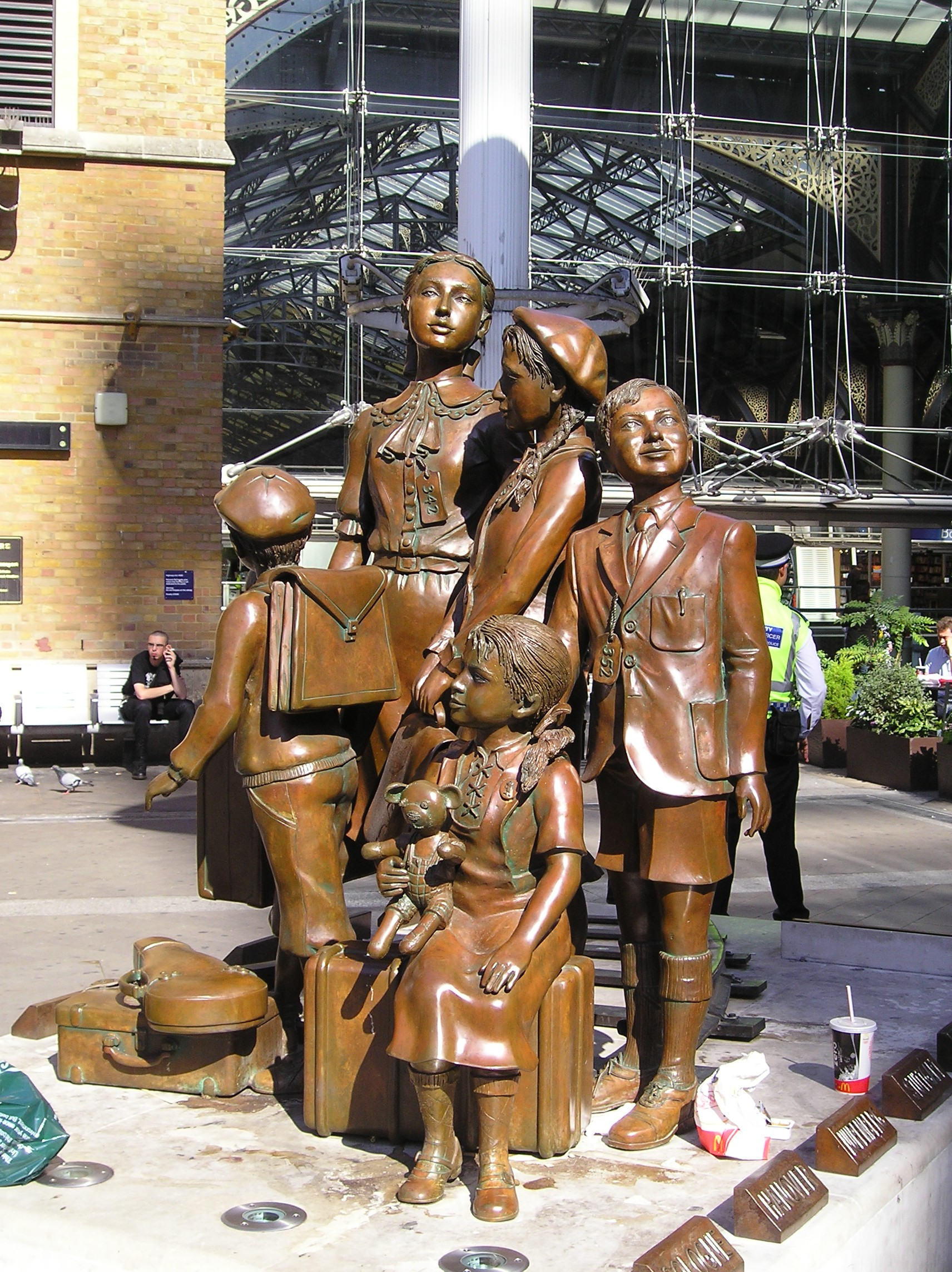
Мемориал «Киндертранспорт», вокзал Ливерпуль-стрит, Лондон
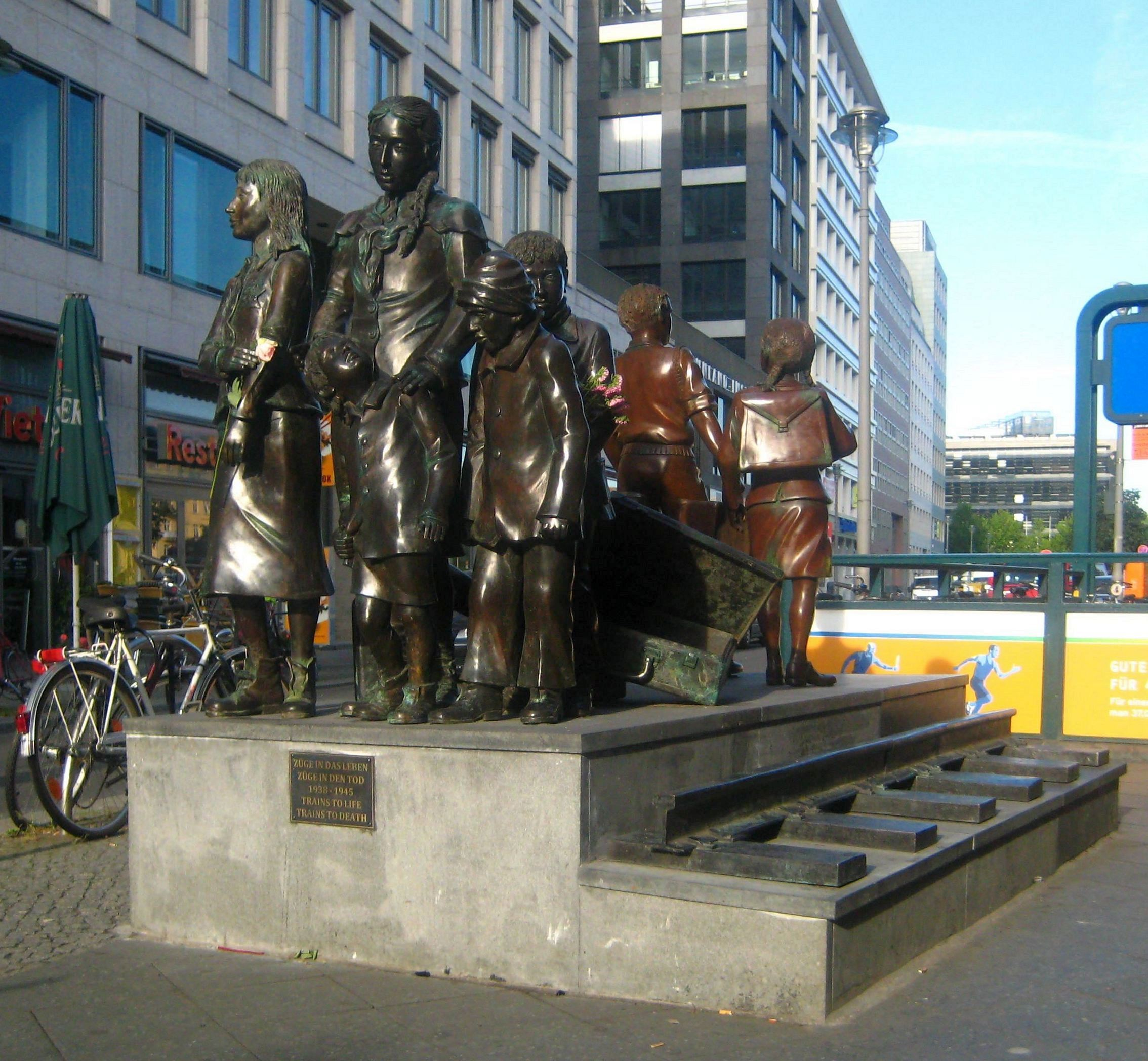
Trains to Life – Trains to Death, станция «Фридрихштрассе», Берлин
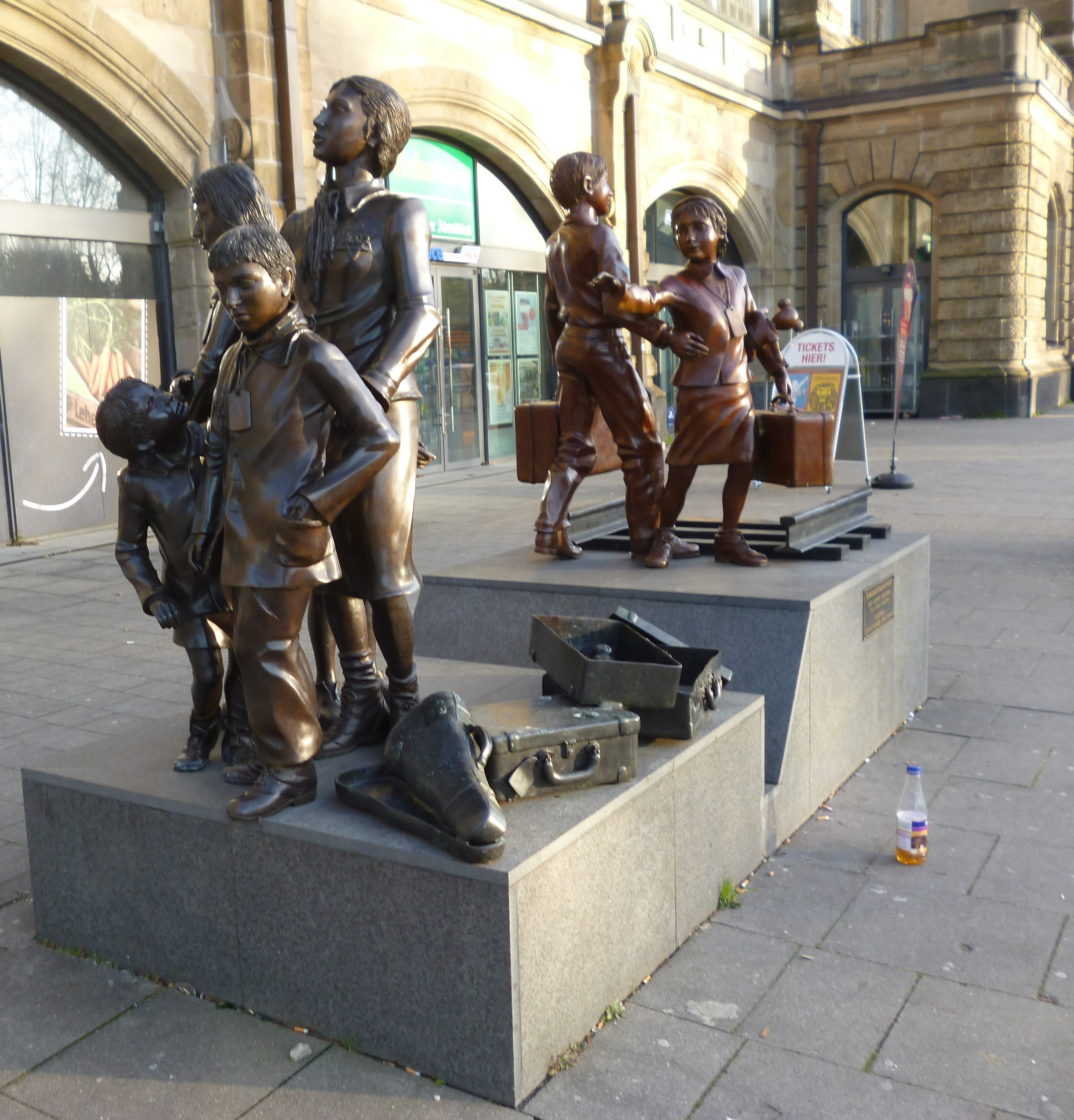
«Kindertransport — Der letzte Abschied» — скульптура в Гамбурге, ФРГ
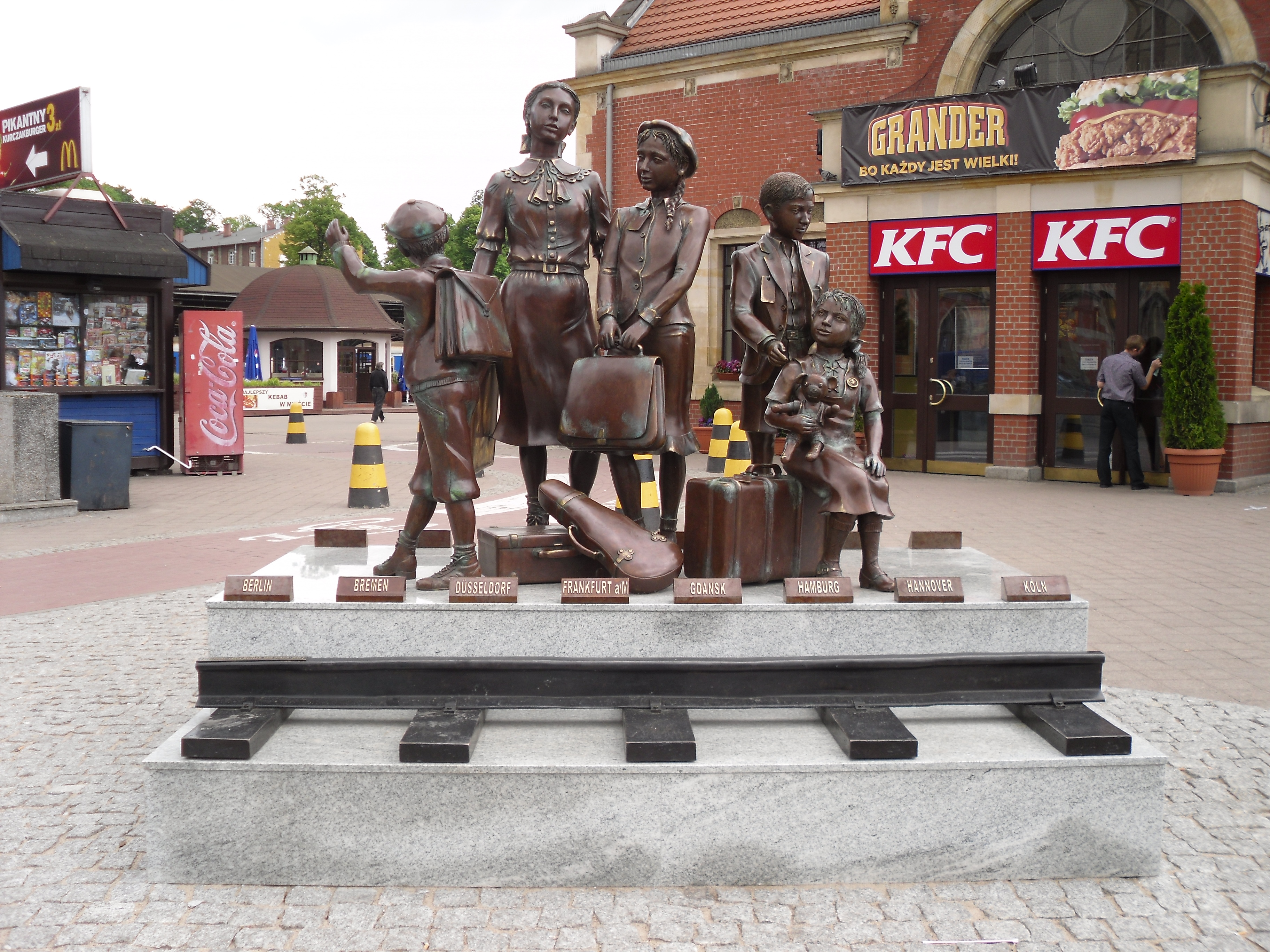
Памятник детскому транспорту Майслера перед главным вокзалом Гданьска, Польша
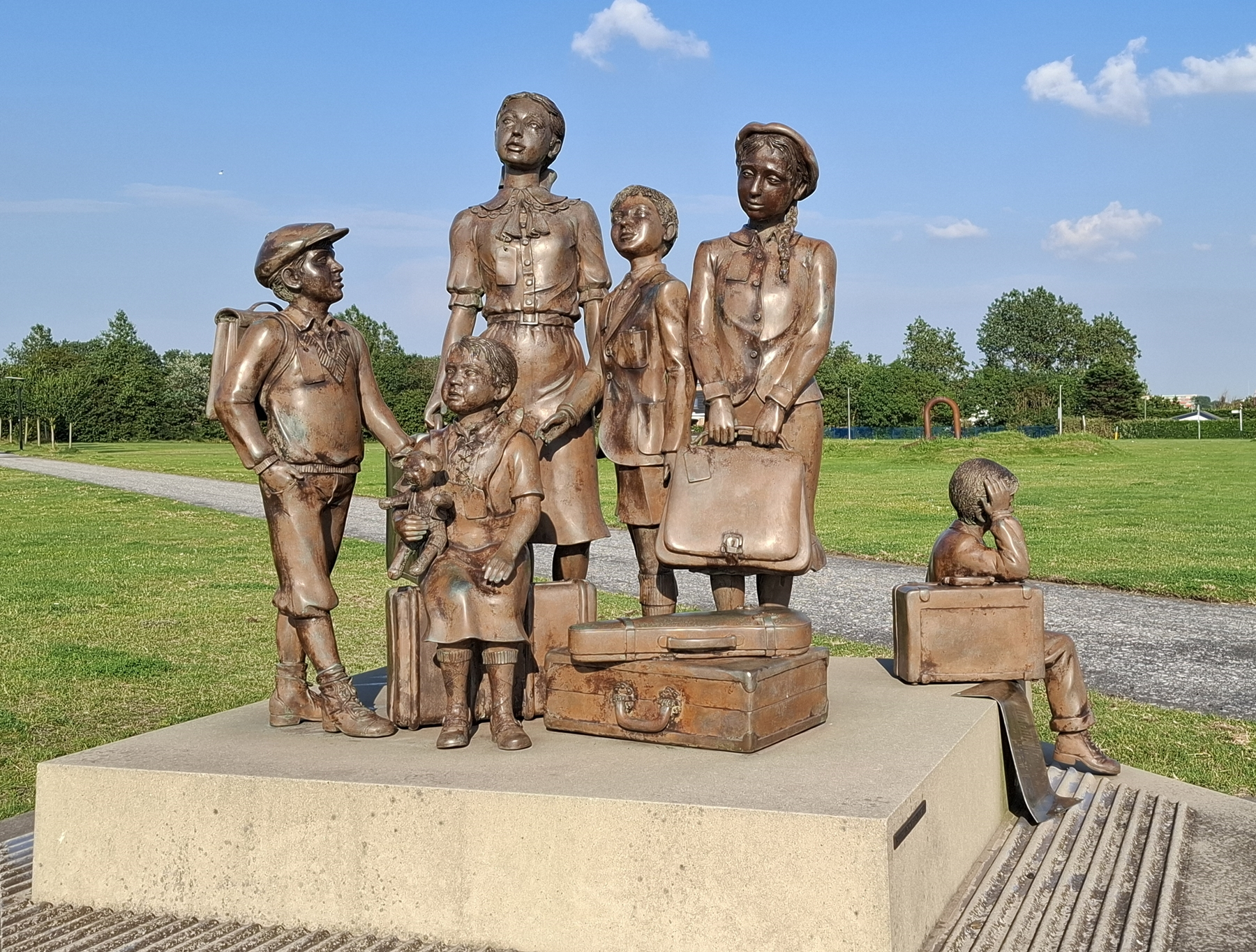
«Channel Crossing to Life», Хук-ван-Холланд
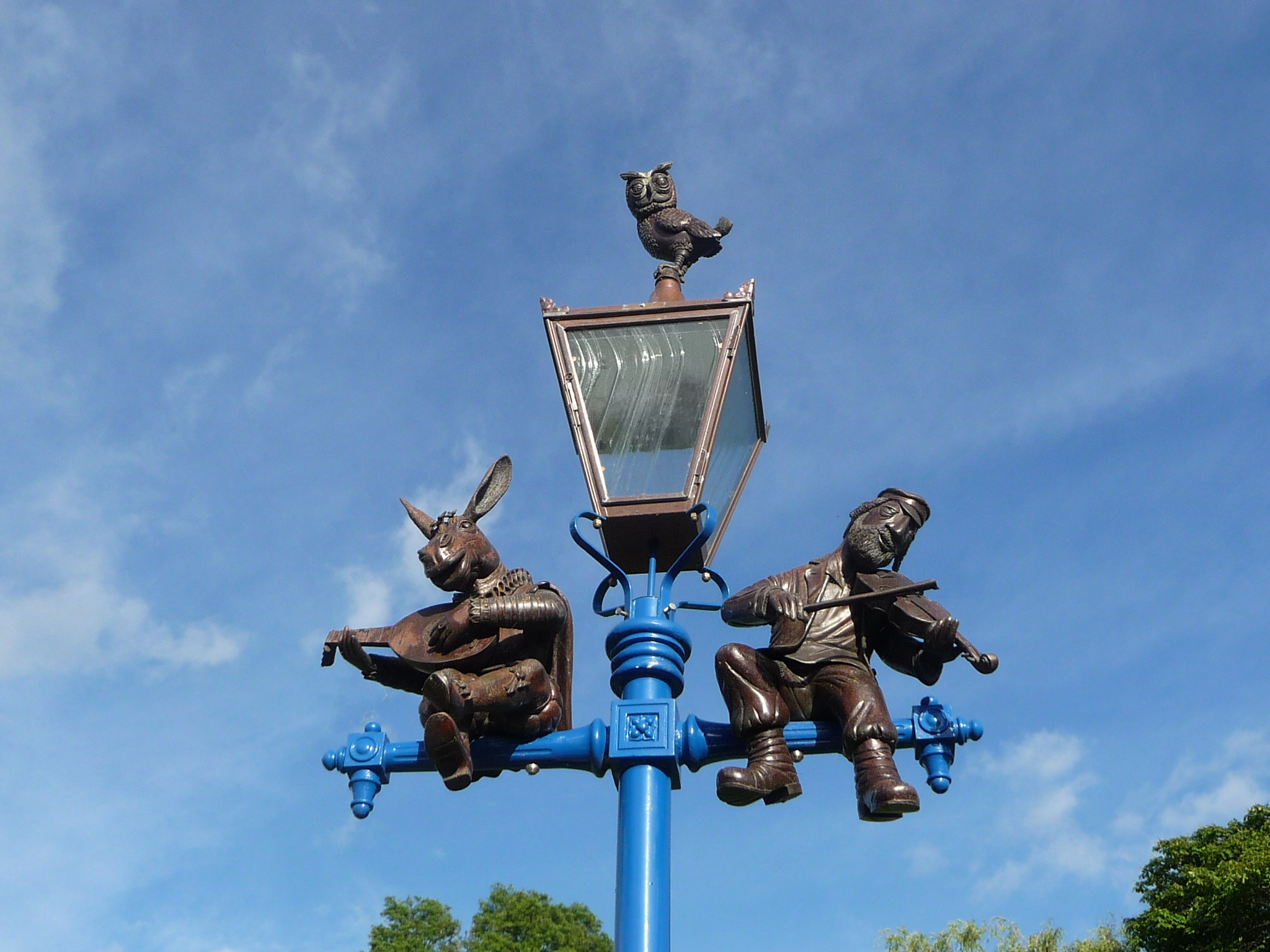
Скульптура в Стредфорде-на-Эйвоне, Великобритания
Скульптура в пгт Янтарный, Калининградская обл., Россия

### Избранные работы
- Мемориал Бен-Гуриона
- Памятник гетману Мазепе (Киев)
- Памятник Сталину, Рузвельту и Черчиллю (Сочи)
- Kindertransport – The Arrival[англ.]
- Trains to Life – Trains to Death[англ.]
- Внутреннее убранство синагог:
  - Золотая Роза (синагога, Днепр) (1999)
  - Мемориальная синагога на Поклонной горе (1998)
  - Synagoge (Mannheim)[нем.]